# Imela
Imela (lat. Viscum) je zimzeleni poluparazitski biljni rod iz porodice Viscaceae, raširen po Europi, Aziji, Africi i Australaziji.
Rodu pripada preko 100 vrsta (107 priznatih) a rastu u obliku okruglastih grmića po stablima bjelogorice i crnogorice. Ti grmovi imele s razgranati, dugi do jedan metar, kožastih žutozelenih listova, žutozelene kore. Bobice bijele imele su otrovne, bijele su boje, veličine graška, a dozrijevaju zimi. Plodovi su ljepljivi i lako se zalijepe za koru drveta, i onda proklijaju, a od njih je moguće napraviti i priručno kućno ljepilo. Samo latinsko ime ime roda znači lijepak za ptice (lat. viscum)
U Hrvatskoj raste vrsta bijela imela (V. album) i tri od pet njezinih podvrsta. Ljekoviti su joj listovi i cvjetovi. Vršci grančica se beru na početku proljeća i suše, a njezini ekstrakti koriste se u liječenju zločudnih tumora. Moderna medicina je koristi kao dodatnu terapiju kod liječenja karcinoma, hepatitisa C i HIV-a.
Biljka žuta imela ili ljepak joj je slična, ali nije joj srodna, pripada monotipskom rodu Loranthus, i porodici Loranthaceae.

## Vrste
1. Viscum acaciae Danser
2. Viscum album L.
3. Viscum ambongoense Balle
4. Viscum angulatum B.Heyne ex DC.
5. Viscum apiculatum Lecomte
6. Viscum articulatum Burm.f.
7. Viscum bagshawei Rendle
8. Viscum bancroftii Blakely
9. Viscum bandipurense Thriveni, Shivam., Amruthesh, Vijay & Sadanand
10. Viscum birmanicum Gand.
11. Viscum boivinii Tiegh.
12. Viscum calcaratum Lecomte ex Balle
13. Viscum calvinii Polhill & Wiens
14. Viscum capense L.f.
15. Viscum capitellatum Sm.
16. Viscum ceibarum Balle
17. Viscum chyuluense Polhill & Wiens
18. Viscum coloratum (Kom.) Nakai
19. Viscum combreticola Engl.
20. Viscum congdonii Polhill & Wiens
21. Viscum congolense De Wild. & T.Durand
22. Viscum continuum E.Mey. ex Sprague
23. Viscum coursii Balle
24. Viscum crassulae Eckl. & Zeyh.
25. Viscum cruciatum Sieber ex Boiss.
26. Viscum cuneifolium Baker
27. Viscum cylindricum Polhill & Wiens
28. Viscum decaryi Lecomte
29. Viscum decurrens (Engl.) Baker & Sprague
30. Viscum dielsianum Dinter ex Neusser
31. Viscum diospyrosicola Hayata
32. Viscum dryophilum Rech.f.
33. Viscum echinocarpum Baker
34. Viscum engleri Tiegh.
35. Viscum exiguum Polhill & Wiens
36. Viscum exile Barlow
37. Viscum fargesii Lecomte
38. Viscum fastigiatum Balle
39. Viscum fischeri Engl.
40. Viscum goetzei Engl.
41. Viscum grandicaule Polhill & Wiens
42. Viscum griseum Polhill & Wiens
43. Viscum grossum Wight
44. Viscum hainanense R.L.Han & D.X.Zhang
45. Viscum hexapterum Balle
46. Viscum heyneanum DC.
47. Viscum hildebrandtii Engl.
48. Viscum hoolei (Wiens) Polhill & Wiens
49. Viscum indosinense Danser
50. Viscum iringense Polhill & Wiens
51. Viscum itrafanaombense Balle
52. Viscum junodii (Tiegh.) Engl.
53. Viscum katikianum Barlow
54. Viscum liquidambaricola Hayata
55. Viscum littorum Polhill & Wiens
56. Viscum longiarticulatum Engl.
57. Viscum longipetiolatum Balle
58. Viscum lophiocladum Baker
59. Viscum loranthi Elmer
60. Viscum loranthicola Polhill & Wiens
61. Viscum luisengense Polhill & Wiens
62. Viscum macrofalcatum R.L.Han & D.X.Zhang
63. Viscum malurianum Sanjai & N.P.Balakr.
64. Viscum menyharthii Engl. & Schinz
65. Viscum minimum Harv.
66. Viscum monoicum Roxb. ex DC.
67. Viscum multicostatum Baker
68. Viscum multiflorum Lecomte
69. Viscum multinerve (Hayata) Hayata
70. Viscum multipedunculatum Lecomte
71. Viscum myriophlebium Baker
72. Viscum mysorense Gamble
73. Viscum nepalense Spreng.
74. Viscum nudum Danser
75. Viscum obovatum Harv.
76. Viscum obscurum Thunb.
77. Viscum orbiculatum Wight
78. Viscum oreophilum Wiens
79. Viscum orientale Willd.
80. Viscum osmastonii Raizada
81. Viscum ovalifolium Wall. ex DC.
82. Viscum pauciflorum L.f.
83. Viscum pentanthum Baker
84. Viscum perrieri Lecomte
85. Viscum petiolatum Polhill & Wiens
86. Viscum radula Baker
87. Viscum ramosissimum Roxb. ex DC.
88. Viscum rhipsaloides Baker
89. Viscum roncartii Balle
90. Viscum rotundifolium L.f.
91. Viscum schaeferi Engl. & K.Krause
92. Viscum schimperi Engl.
93. Viscum scurruloideum Barlow
94. Viscum semialatum Lecomte
95. Viscum stenocarpum Danser
96. Viscum subracemosum Sanjai & N.P.Balakr.
97. Viscum subserratum Schltr.
98. Viscum subverrucosum Polhill & Wiens
99. Viscum tenue Engl.
100. Viscum tieghemii Balle
101. Viscum trachycarpum Baker
102. Viscum triflorum DC.
103. Viscum trilobatum Talbot
104. Viscum tsaratananense Lecomte
105. Viscum tsiafajavonense Balle
106. Viscum tuberculatum A.Rich.
107. Viscum verrucosum Harv.
108. Viscum vohimavoense Balle
109. Viscum wallichianum Wight & Arn.
110. Viscum whitei Blakely
111. Viscum wightianum Wight & Arn.
112. Viscum wrayi King ex Gamble
113. Viscum yunnanense H.S.Kiu

## Vanjske poveznice
- cvijet info
- Ljekovite biljke